# Янис Биркс
Янис Биркс (на латвийски: Jānis Birks) е латвийски политик и лекар, бивш кмет на Рига (2007 – 2009).
Роден е на 31 юли 1956 г. в град Рига, Латвийска ССР. През 1980 г. завършва Рижския медицински институт със специалност „анестезиолог-реаниматор“. Работил е в 1-ва Рижска болница, болница „Гайлезерс“, преподавал е в медицинското училище. Бил е директор, председател на борда на Латвийския морски медицински център. Член на Латвийското медицинско дружество (от 1995 до 2005 г. – член на управителния съвет) и Латвийското болнично дружество (член на най-високите власти през 1997 – 2003 г.).
През 2001 г. е избран за депутат в парламента от партия Отечество и свобода / ДННЛ, оглавява фракцията. През 2006 г. е избран за заместник–глава на въоръжените сили. В периода от 2007 до 2009 г. е кмет на Рига.
След като напусна политиката, той се връща към медицинската си практика, и е ръководител на Латвийския морски медицински център.